# 孔凡群
孔凡群（1962年—），山东五莲人，汉族，中华人民共和国政治人物、第十二届全国人民代表大会河南地区代表。
毕业于中科院地质与地球物理研究所地质学专业。加入中国共产党。担任濮阳市中原油田勘探局局长。2008年起担任全国人大代表。2013年，担任全国人大代表。2018年2月24日，当选为第十三届全国人大代表。